# Castel di Poggio

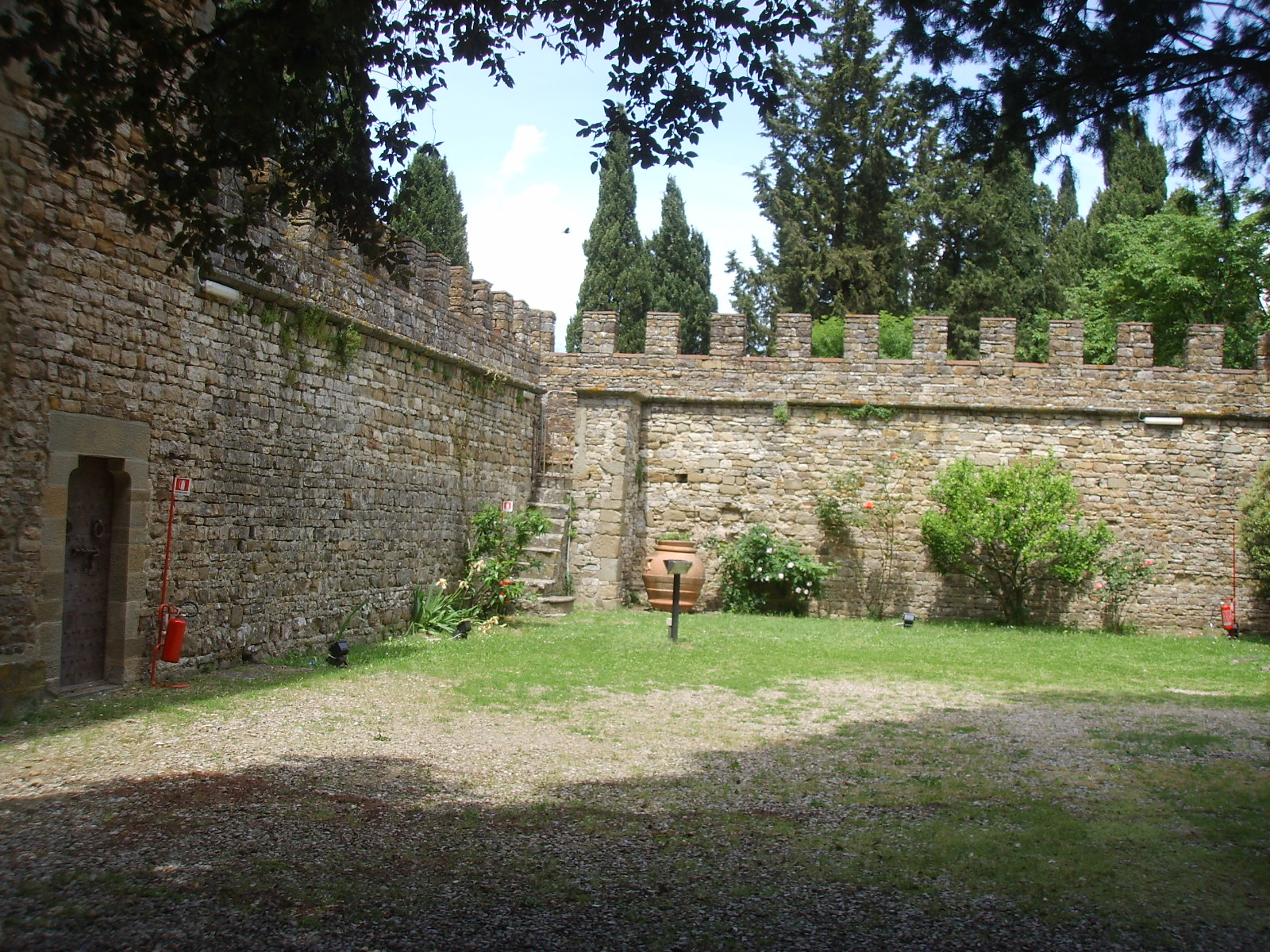
Il cortile

Il Castel di Poggio è un castello nel territorio comunale di Fiesole, situato in via di Vincigliata 4.

## Storia e descrizione
L'edificio risale in larga parte alla fine dell'Ottocento, ricostruendo in stile medievale il complesso andato distrutto nel 1348 ad opera della Signoria di Firenze, per annientare il feudo dei Manzecca.
I resti del castello vennero acquistati nel 1469 dagli Alessandri, che lo ricostruirono facendone una abitazione signorile. Passata nel Seicento ai Girolami, fu in seguito dei Bonaccorsi e, dopo il fallimento della casata, dei Marucelli. Una lapide sulla cappella ricorda come dal 1826 fu dei Brunaccini, seguiti poi dai Mantellini, i Casini e, infine, i Forteguerri. A quest'ultimo periodo risalgono le trasformazioni più rilevanti, che trasformarono la proprietà in una rustica fortezza. Originale è solo una torre, anche se manomessa dalla ricostruzione della merlatura, ma gli edifici moderni si mimetizzano validamente alla parte antica, creando un insieme suggestivo.
I Baduel, ultimi proprietari, lasciarono il castello a una fondazione, che ancora oggi lo amministra dopo averne fatto un centro culturale.
Il cortile è mantenuto a prato ed è ombreggiato da sparsi pini e cipressi. Il grande bosco attorno al castello che fa parte della proprietà è composto da lecci, castagni, querce e cipressi, punteggiato da statue e con alcuni uliveti tenuti a prato.

## Il crollo della balaustra
Il 1º novembre 2012, durante la festa di Halloween, a causa del sovraffollamento della struttura (con una capienza massima di 600 persone caricata invece da 1500/1700 ragazzi senza adeguato personale di sicurezza); 13 ragazzi sono precipitati dalle scale per accedere al salone delle armi a causa del crollo della balaustra in pietra serena, da un'altezza compresa fra i 3 e i 6 metri schiacciando con essa i ragazzi che ballavano sotto. Molti sono stati ricoverati fra cui 4 ragazzi con ferite gravi al volto.

## Opere già a Castel di Poggio
- Luca Signorelli, Tondo Baduel, oggi al Museo Bandini di Fiesole

## Altre immagini

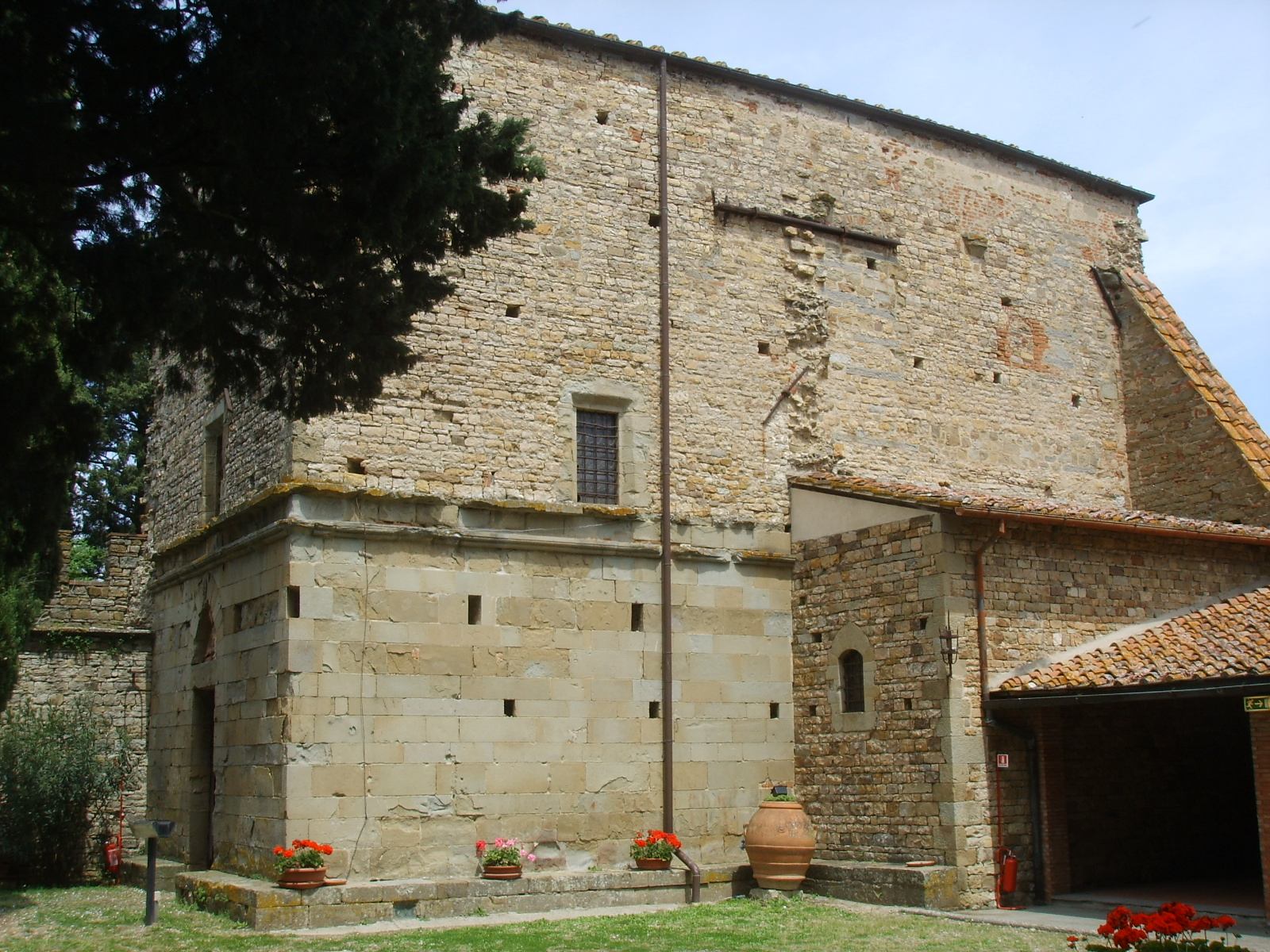
La cappella
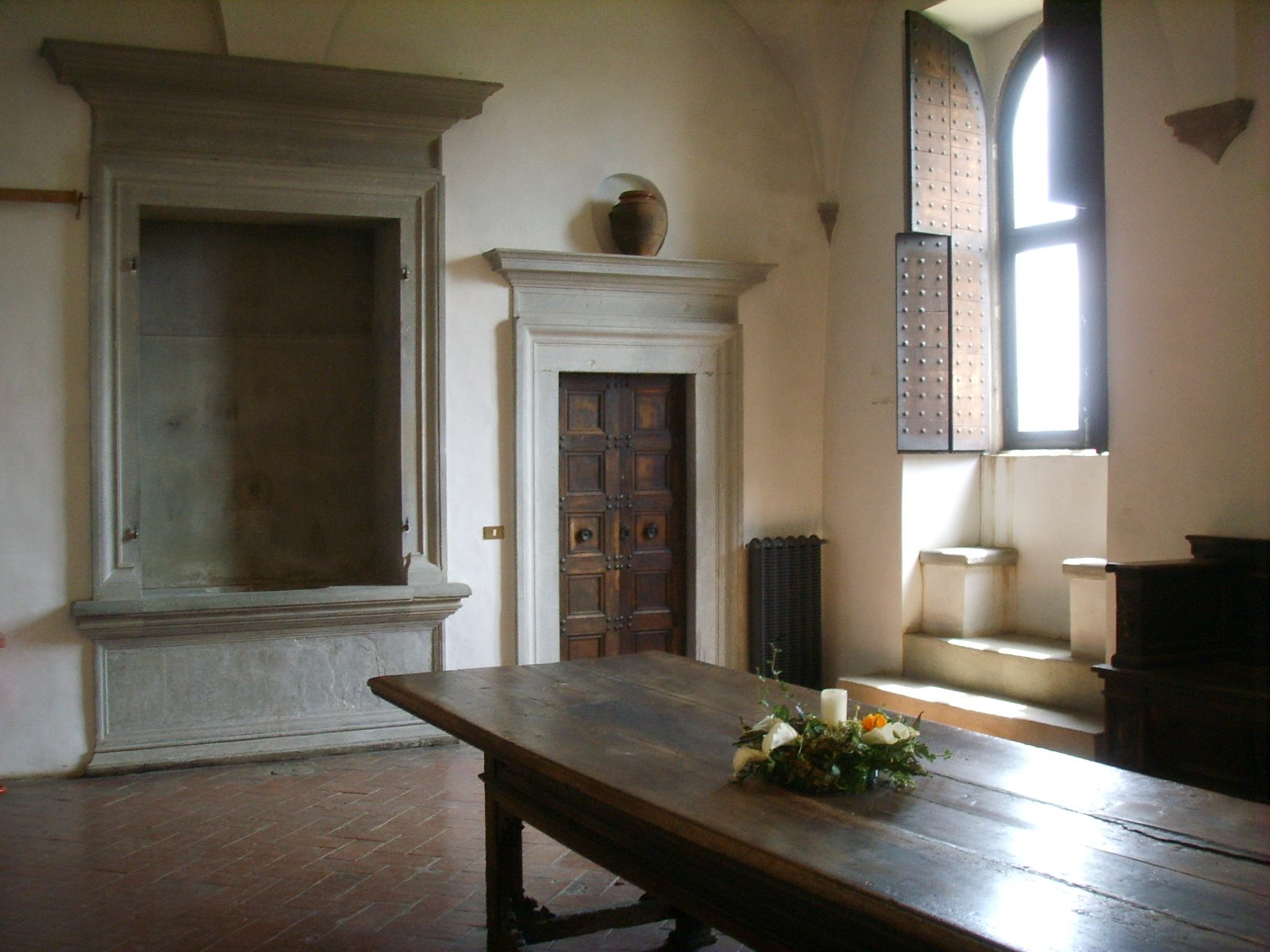
Interno
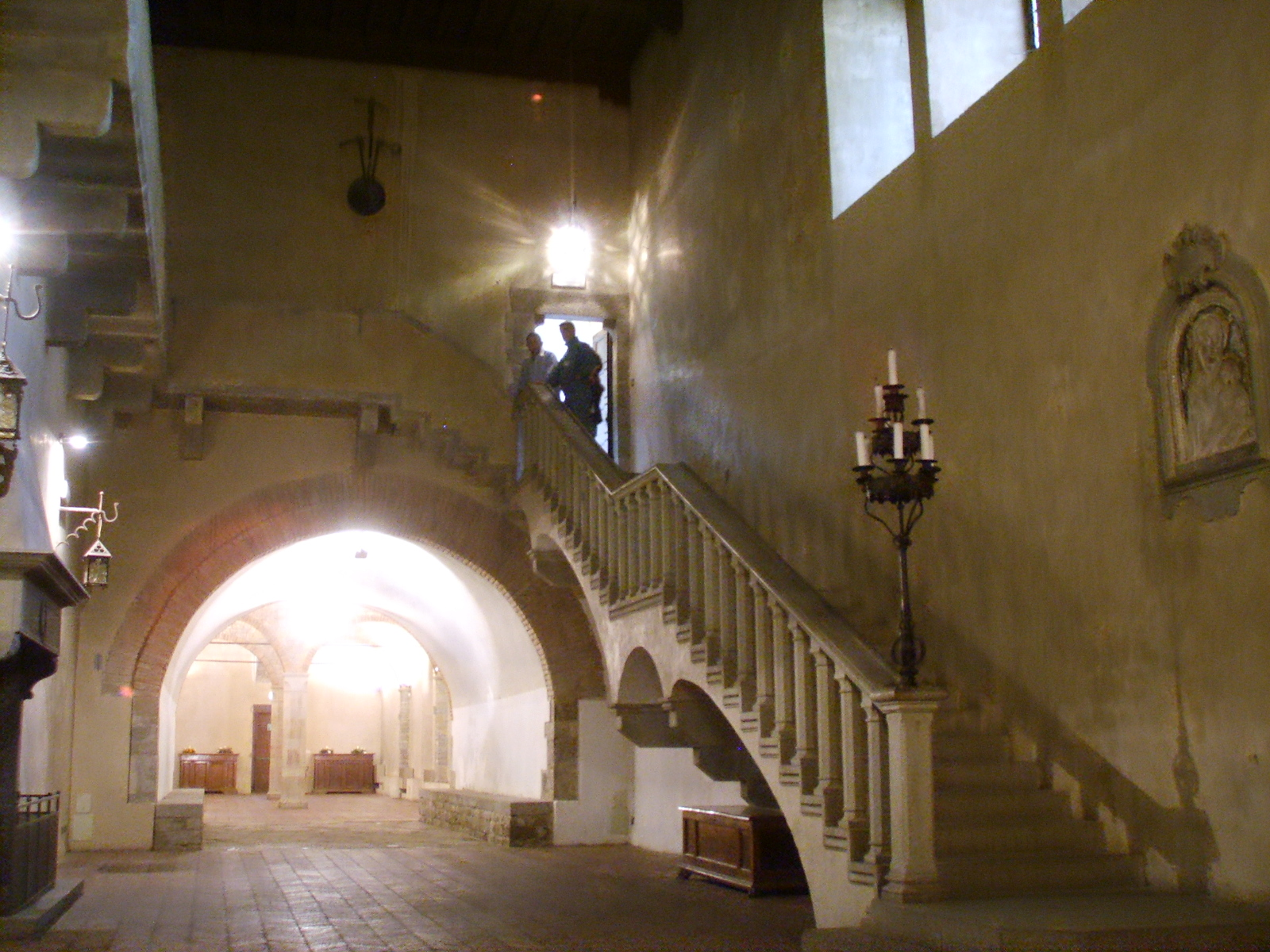
Il salone neogotico
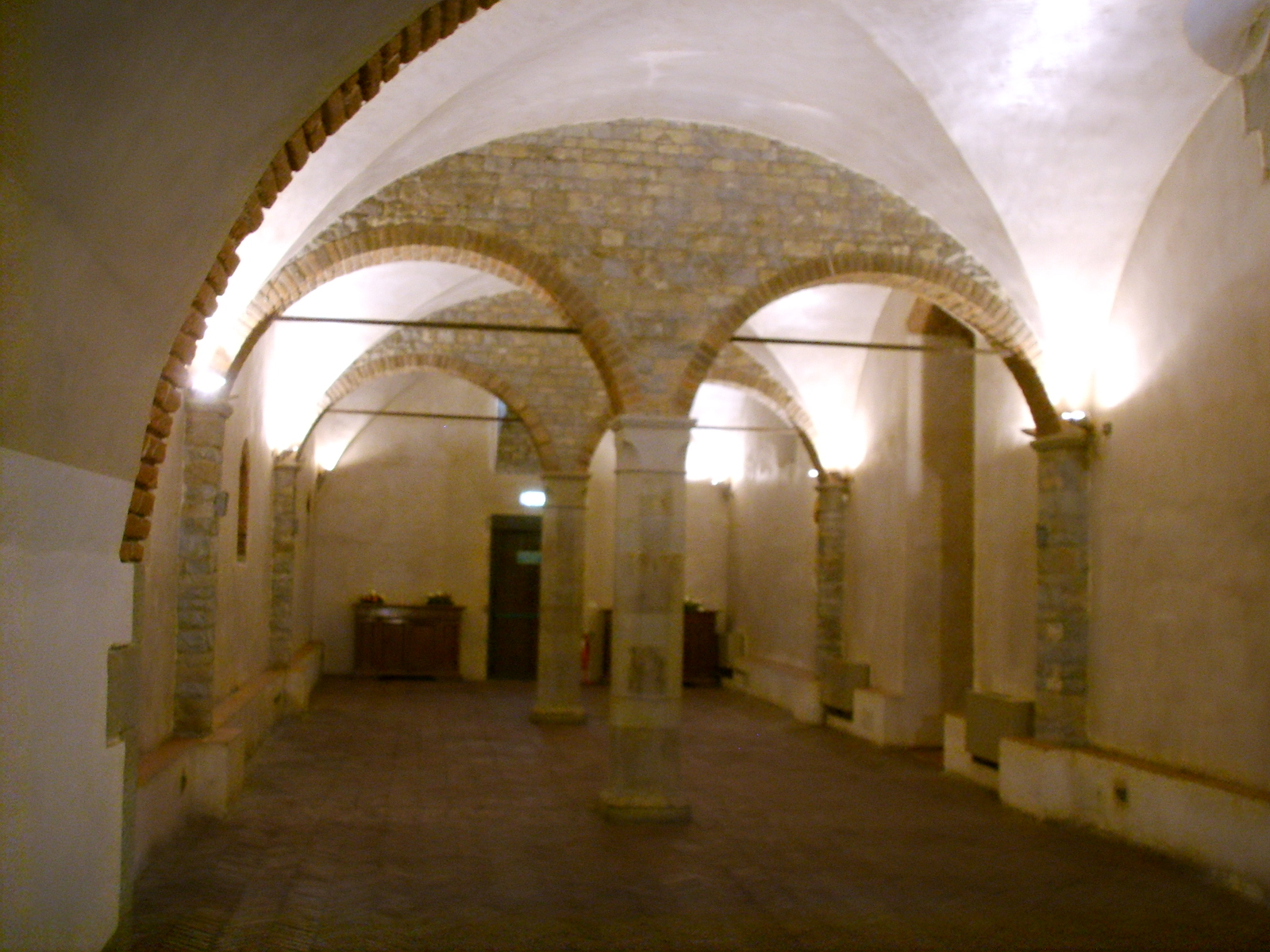
Volte